# Jean Janson
Jean Janson (* 2. Februar 1823 in Harxheim; † 24. Januar 1895 ebenda) war Gutsbesitzer und Mitglied des Deutschen Reichstags.

Jean Janson

## Leben
Jean Janson war der Nachfahre einer wohl aus den Niederlanden stammenden mennonitischen Familie, die sich im 17. Jahrhundert zuerst in Kriegsheim und später in Harxheim niederließ. Seine Eltern waren Heinrich Janson (1796–1866) und Augusta Agnes Möllinger (1800–1872), eine Enkelin des Agrarreformers David Möllinger. Sein Neffe, Heinrich Janson, war ebenfalls Reichstagsabgeordneter.
Er besuchte Anfang der 1840er Jahre die höhere Gewerbschule in Darmstadt. Ab 1858 war er Mitglied des pfälzischen Landrats in Speyer. Ferner war er Mitglied des Deutschen Landwirtschaftsrats und des Generalkomitees des landwirtschaftlichen Vereins für Bayern.
Von 1881 bis 1884 war er Mitglied des Deutschen Reichstags für den Wahlkreis Pfalz 6 (Kaiserslautern, Kirchheimbolanden) und die Nationalliberale Partei.
In seiner Zeit als Reichstagsabgeordneter erhielt er ein Schriftstück von Reichskanzler Otto von Bismarck, der seinen Einsatz in der Landwirtschaft lobte. Dort heißt es:

„Friedrichsruh, den 18. Januar 1879. 
Eurer hochwohlgeboren gefälliges Schreiben vom 14. des Monats habe ich erhalten und sage Ihnen und den anderen Herren Unterzeichnern für den Ausdruck ihrer Zustimmung meinen verbindlichsten Dank. 
Sie legen mein Schreiben vom 15. November vergangenen Jahres aus, wie es gemeint ist, wenn Sie annehmen, dass ich bestrebt bin, nicht bloß der Industrie, sondern im untrennbarem Zusammenhange gleichzeitig der Landwirtschaft den Schutz zu verschaffen, der mit den Gesamtinteressen des Landes verträglich ist; 
ich halte namentlich mindestens eine steuerliche Gleichstellung der ausländischen landwirtschaftlichen Produkte mit den direkt und indirekt hoch besteuerten des Inlandes für dringend geboten.  
v. Bismarck“

Des Weiteren war Janson Träger des Orden vom heiligen Michael zweiter Klasse.